# Wyższa Szkoła Ekonomiczna w Stalowej Woli
Wyższa Szkoła Ekonomiczna w Stalowej Woli – niepubliczna uczelnia w Stalowej Woli istniejąca od 1997 roku, wpisana do Wykazu uczelni niepublicznych pod numerem 108. WSE w 2003 roku w Rankingu Niepublicznych Uczelni Licencjackich miesięcznika „Perspektywy” i dziennika Rzeczpospolita osiągnęła pierwsze miejsce w woj. podkarpackim. Uczelnia zajmowała czołowe miejsca w latach kolejnych. W latach 2023 i 2024 WSE zajęła 1. miejsce na Podkarpaciu w rankingu uczelni wyższych, prowadzonym przez portal Opinie o Uczelniach. Razem z m.in. Warszawską Wyższą Szkołą Nauk Społecznych im. Rafała Lemkina w Warszawie i Wyższą Szkołą Współpracy Międzynarodowej i Regionalnej im. Zygmunta Glogera wchodzi w skład Federacji Uczelni Aglomeracji Warszawskiej.

## Historia
4 kwietnia 1997 roku, na wniosek Janusza Merskiego – prezesa zarządu DrukTur Sp. z o.o., Minister Edukacji Narodowej podjął decyzję o wyrażeniu zgody na utworzenie uczelni niepaństwowej pod nazwą Wyższa Szkoła Ekonomiczna w Nisku. 9 kwietnia podpisano akt notarialny powołujący uczelnię, a 15 kwietnia Minister Edukacji Narodowej zatwierdził jej statut. Uczelnia powstała na bazie utworzonego w 1995 roku Punktu Zajęć Seminaryjnych w Nisku Wyższej Szkoły Ekonomicznej w Warszawie. Dzięki temu udało się ściągnąć kadrę naukową, opracować programy, zgromadzić zasoby biblioteczne i przygotować bazę dydaktyczną.
12 lipca 1997 odbyło się pierwsze posiedzenie Senatu WSE, podczas którego założyciel Janusz Merski powołał prof. dr. hab. Zdzisława Bomberę na pierwszego rektora. Powołani zostali również kierownicy Katedr i przyjęto regulamin studiów. 4 października 1997 odbyła się pierwsza inauguracja roku akademickiego oraz immatrykulacja pierwszych studentów. Immatrykulowanych zostało wówczas 730 studentów. Studia w niżańskiej uczelni podjęli także dotychczasowi studenci Punktu Zajęć Seminaryjnych w Nisku. Uczelnia otrzymała również sztandar ufundowany przez założyciela.
22 czerwca 1998 odbyło się zebranie założycielskie koła Akademickiego Związku Sportowego w Wyższej Szkole Ekonomicznej w Nisku. 28 czerwca 1998 pierwszych 219 absolwentów uzyskało dyplom ukończenia studiów licencjackich. 15 lipca 1998 dr Janusz Bek powołany został na prorektora WSE. Od października 1998 roku wydawane jest pismo uczelniane Gaudeamus, w którym znajdują się informacje o pracach naukowych, wypowiedzi władz uczelni, opisy jej osiągnięć. W 1999 roku dyplom ukończenia studiów otrzymało 321, a rok później – 437 absolwentów. 21 października 2000 władze uczelni podpisały list intencyjny o współpracy z Instytutem Ekonomiki i Prawa w Połtawie w Ukrainie. W tym samym roku kierownictwo uczelni zdecydowało, aby wydawać w zwartej formie najbardziej wartościowe prace licencjackie. W ten sposób powstał pierwszy numer „Studenckich Zeszytów Naukowych”, a nowe czasopismo na stałe wpisało się już do wydawnictw uczelnianych, obok Zeszytów Naukowych z pracami naukowymi wykładowców.
30 lipca 2001 dyplomy ukończenia studiów otrzymało aż 623 absolwentów. 15 września 2001, na mocy decyzji MEN z 17 kwietnia 2001, uczelnia przeniosła swoją siedzibę z Niska do Stalowej Woli.
24 kwietnia 2002 ministerstwo przedłużyło pozwolenie na prowadzenie uczelni do 30 września 2012. 10 maja 2002 na stanowisko prorektora powołany został dotychczasowy prodziekan – dr Józef Olszewski. W maju tego samego roku działalność rozpoczęło studium podyplomowe, a rektor prof. dr hab. Zdzisław Bombera podpisał listy intencyjne o współpracy z: Akademią Komercyjną we Lwowie, Instytutem Zarządzania w Iwano-Frankowsku (Ukraina) i Instytutem Politechnicznym w Koszycach na Słowacji. W lipcu dyplomy ukończenia studiów otrzymało 396 kolejnych absolwentów. 1 września 2002 nowym rektorem uczelni został prof. dr hab. Jan Chojka. 21 września Senat ustanowił 4 kwietnia Dniem Uczelni oraz podjął decyzję o ustanowieniu medalu Zasłużony dla Uczelni.
12 marca 2004 w Wyższej Szkole Ekonomicznej miał miejsce pierwszy wykład w formie teletransmisji, który był transmitowany do Warszawy i Koszalina. Urządzenia pozwoliły nie tylko widzieć i słyszeć wykładowcę, ale także prowadzić z nim dyskusję. 12 lipca 2004 WSE uzyskała, jako czwarta uczelnia w kraju, międzynarodowy certyfikat jakości DIN EN ISO 9001:2000. Na przełomie września i października 2004 dokonano pierwszej wymiany studentów WSE z uczelniami ukraińskimi.
W połowie kwietnia 2005 uczelnia po raz pierwszy przeprowadziła międzynarodowy egzamin językowy zgodnie z certyfikatem TELC. WSE jako pierwsza uczelnia w regionie otrzymała prawo do przeprowadzania tego egzaminu. W tym samym roku uczelnia podpisała umowę o współpracy z Wołyńską Wyższą Szkołą Gospodarki i Zarządzania w Łucku na Ukrainie.
W roku akademickim 2005/2006 w Wyższej Szkole Ekonomicznej w Stalowej Woli studiowało 1007 studentów studiów licencjackich, zarówno w formie stacjonarnej, jak i niestacjonarnej. W rankingu Rzeczpospolitej i Perspektyw uczelnia zajęła pierwsze miejsce na Podkarpaciu wśród licencjackich szkół wyższych, a 26. miejsce w Polsce. 28 kwietnia 2006 Uczelnia zorganizowała Polsko-Ukraińskie Forum Kultury i Ekonomii. Referaty wygłoszone podczas forum wydane zostały nakładem Wydawnictwa WSE w językach polskim i ukraińskim.
Na początku roku akademickiego 2006/2007 WSE zatrudniała 59 wykładowców (w tym 4 profesorów tytularnych i 10 doktorów habilitowanych), 13 lektorów i 1 nauczyciela wychowania fizycznego. Łącznie w proces dydaktyczny i działalność naukową uczelni zaangażowane były 73 osoby. Obsługą studentów i wykładowców zajmowało się 28 pracowników administracyjnych. W 10 lat po powstaniu w WSE działało 7 katedr (Katedra Systemów Społecznych, Katedra Ekonomii i Polityki Gospodarczej, Katedra Polityki Celnej i Prawa, Katedra Zarządzania Finansami Firmy, Katedra Turystyki i Polityki Regionalnej, Katedra Integracji i Międzynarodowych Stosunków Gospodarczych, Katedra Zastosowań Matematyki i Informatyki), Zakład Informatyki, Studium Języków Obcych i Studium Wychowania Fizycznego, a studenci mieli możliwość kształcenia się na kierunku ekonomia w 8 specjalnościach. 11 stycznia 2007 Państwowa Komisja Akredytacyjna, po pierwszej kontroli w historii uczelni, pozytywnie oceniła jakość kształcenia na kierunku ekonomia na Wydziale Ekonomicznym.
21 kwietnia 2007, z okazji 10-lecia Uczelni, odbył się pierwszy zjazd absolwentów.

## Nagrody i wyróżnienia
- wciągu pierwszych 15. lat działalności Uczelnia w Rankingu Niepublicznych Uczelni Licencjackich miesięcznika „Perspektywy” i dziennika Rzeczpospolita osiągnęła pierwsze miejsce w woj. podkarpackim[7]. Uczelnia zajmowała czołowe miejsca w latach kolejnych[8][9]
- w 2023 i 2024 r. Wyższa Szkoła Ekonomiczna w Stalowej Woli zajęła 1. miejsce na Podkarpaciu w rankingu uczelni wyższych, prowadzonym przez portal Opinie o Uczelniach[10].

## Czasopismo naukowe
Uczelnia w latach 2001–2009 wydawała własne czasopismo pn. Zeszyty Naukowe. Pierwszym redaktorem naukowym był profesor nauk ekonomicznych Zdzisław Bombera. Pismo posiada ISSN 1730-685x. Od 2003 redaktorem był Jan Chojka, a od 2009 Romuald Poliński. Wydano 15 numerów.

## Wybrane publikacje Wydawnictwa Naukowego WSE
- Kazimierz Krupa, Metody zarządzania – case study. Wybrane problemy[14]
- Kazimierz Gardian, Analiza ekonomiczno-finansowa przedsiębiorstwa, 1997[15]
- K. Gardian, Zarządzanie finansami przedsiębiorstwa, ISBN 8390900010, 1997[16]
- Wykazy Publikacji Naukowych Wyższej Szkoły Ekonomicznej w Stalowej Woli, WSE 1998[17]
- Gaudeamus igitur, iuvenes dum sumus. Wieści z WSE, 1998[18]
- Społeczność studencka Wyższej Szkoły Ekonomicznej, WSE 1998[19]
- Współpraca pomiędzy Wyższą Szkołą Ekonomiczną a Zespołem Szkół Elektrycznych, WSE 1999[20]
- Gospodarcza aktywizacja regionu Międzyrzecza Wisły i Sanu przez rozwój turystyki i rekreacji. Konferencja naukowa, WSE 2000[21]
- Polityka regionalna a wejście Polski do Unii Europejskiej, WSE 2000[22]
- Przyczyny wyboru i ocena źródeł informacji o Wyższej Szkole Ekonomicznej, WSE 2000[23]
- Bezrobocie w społeczności studenckiej aktywnej zawodowo WSE, 2000[24]
- Polityka gospodarcza. Wybrane zagadnienia, WSE 2000[25]
- Polityka regionalna a wejście Polski do Unii Europejskiej, WSE 2000[26]
- Aglomeracje lokalne w procesie transformacji i integracji z Unią Europejską, WSE 2000[27]
- Rola małych i średnich przedsiębiorstw w rozwoju regionalnym, WSE 2002[28]
- Rola, znaczenie i potrzeba uczenia się języków obcych, WSE 2002[29]
- Agroturystyka jako szansa rozwoju regionów, WSE 2002[30]
- Problemy kreowania przedsiębiorczości na etapie pełnej akcesji Polski do Unii Europejskiej, WSE 2003[31]
- Customs law in the system of law. International conference proceedings, WSE 2005[32]
- Międzynarodowe Forum Kultury i Ekonomii. Jak odnieść sukces rynkowy w działalności kulturalnej, WSE 2006[33]
- Wyższa Szkoła Ekonomiczna w Stalowej Woli. Jubileusz 10-lecia 1997-2007[34]
- Absolwenci 2007 Wyższej Szkoły Ekonomicznej w Stalowej Woli o Uczelni, WSE 2008[35]
- Wyższa Szkoła Ekonomiczna w Stalowej Woli w opinii absolwentów i ich pracodawców z okazji X-lecia, WSE 2008[36]
- 10 lat działalności Wyższej Szkoły Ekonomicznej na Podkarpaciu, WSE 2008[37]
- Studenci pierwszego roku WSE i ich oczekiwania, WSE 2008[38]
- Wykazy publikacji naukowych Wyższej Szkoły Ekonomicznej w Stalowej Woli 1998-2008, WSE 2009[39]
- Działalność naukowo-badawcza i wydawnicza Wyższej Szkoły Ekonomicznej w Stalowej Woli w latach 2005–2006, WSE 2009[40]
- Migracja. Szansa czy zagrożenie? Praca zbiorowa, WSE 2015[41]
- Problemy współczesności: społeczeństwo, prawo, gospodarka, nauka, WSE 2016[42]
- Rodzina we współczesnym świecie: praca zbiorowa, WSE 2016[43]

## Poczet rektorów
| Lata rządów    | Imię i nazwisko                | Informacje dodatkowe |
| -------------- | ------------------------------ | --- |
| 1997–2002      | prof. dr hab. Zdzisław Bombera | |
| 2002–2008      | prof. dr hab. Jan Chojka       | Profesor Jan Chojka zajmował się problematyką ekonomii, ekonomii i zarządzania, polityki gospodarczej oraz przekształceń własnościowych w gospodarce. Posiadał tytuł doktora oraz doktora habilitowanego nauk ekonomicznych. Autor licznych publikacji poświęconych problemom rolnym oraz ekonomicznym, ze szczególnym uwzględnieniem roli małych i średnich przedsiębiorstw w rozwoju regionów, Polski i ich miejscu w gospodarce Unii Europejskiej.                                              |
| 2008–2009      | prof. dr hab. Romuald Poliński | |
| 2009–2012      | dr inż. Janusz Bek             | |
| 2012–2016      | dr Ewa Kosak                   | Dr Ewa Kosak jest psychologiem i trenerem z kilkunastoletnią praktyką. Specjalizuje się między innymi w szkoleniach z zakresu zarządzania sekretariatem, organizacji czasu pracy, komunikacji, autoprezentacji i sztuki sprzedaży. W przeszłości była dziekanem Wydziału Zamiejscowego Szkoły Wyższej im. Romualda Kudlińskiego „Olympus” w Warszawie. |
| 2016-2019      | dr Małgorzata Kołecka          | Dr Małgorzata Kołecka – socjolożka, badaczka i publicystka, nauczyciel akademicki, wieloletnia dziekan (m.in.: Olympus Szkoła Wyższa im. Romualda Kudlińskiego z siedzibą w Warszawie), w latach 2016–2019 rektor Wyższej Szkoły Ekonomicznej w Stalowej Woli, następnie w latach 2021–2022 rektor Warszawskiej Wyższej Szkoły Nauk Społecznych im. Rafała Lemkina w Warszawie, była członkini i reprezentantka Rady Federacji Uczelni Aglomeracji Warszawskiej złożonej z siedmiu szkół wyższych. |
| 2020 – obecnie | dr Wojciech Słomka             | |

## Kierunki nauczania
Uczelnia kształci w trybie stacjonarnym i niestacjonarnym na trzech kierunkach:
- Ekonomia (I stopnia)
- Wychowanie fizyczne (I stopnia)
- Zarządzanie (I stopnia, specjalność: Zarządzanie mediami cyfrowymi)[53]
- Studia drugiego stopnia na kierunku Ekonomia uruchomiono od roku akademickiego 2014/2015 wspólnie z WSEI (obecnie Lubelska Akademia WSEI)[54]

Uczelnia daje możliwość również podjęcia studiów podyplomowych w obszarze nauk ekonomicznych i pedagogicznych oraz uczestnictwa w kursach i szkoleniach. Studia podyplomowe trwają 2 lub 3 semestry, na kierunkach:
- Etyka w szkole
- Pedagogika terapeutyczno-lecznicza
- Administracja publiczna
- Glottodydaktyka polonistyczna (nauczanie języka polskiego jako obcego)
- Integracja sensoryczna
- Edukacja dla bezpieczeństwa
- Terapia zajęciowa i arteterapia
- Terapia pedagogiczna i rewalidacja dziecka ze specjalnymi potrzebami edukacyjnymi
- Wychowanie i opieka – guwernantka/guwerner
- Oligofrenopedagogika z integracją sensoryczną
- Opiekun osoby starszej i niepełnosprawnej z językiem obcym
- Edukacja, rewalidacja i terapia osób ze spektrum autyzmu
- Pedagogika resocjalizacyjna z terapią pedagogiczną
- Resocjalizacja z socjoterapią
- Resocjalizacja z kuratelą sądową
- Negocjacje i mediacje biznesowe, sądowe i pozasądowe
- Edukacja medialna z metodyką nauczania zdalnego
- Edukacja medialna i profilaktyka zagrożeń cyberprzestrzeni
- Specjalista ds. bezpieczeństwa cyberprzestrzeni i uzależnień od mediów cyfrowych
- Zarządzanie i Organizacja Ochroną Zdrowia
- Doradztwo podatkowe
- Współczesna rachunkowość w firmie
- Handel zagraniczny
- Zarządzanie bezpieczeństwem pracy i ochroną środowiska
- Audyt wewnętrzny i kontrola zarządcza w przedsiębiorstwach i administracji publicznej
- Zarządzanie kulturą i opieka nad zabytkami
- Zarządzanie zasobami ludzkimi
- Organizacja i zarządzanie oświatą
- Zarządzanie ochroną środowiska
- Organizacja i zarządzanie w agrobiznesie
- Biznes i zarządzanie w szkole (kwalifikacje do nauczania podstaw przedsiębiorczości oraz biznesu i zarządzania w szkołach)[57]
- Wczesne wspomaganie rozwoju dziecka i wsparcia rodziny[58]
- Edukacja włączająca i integracyjna[59]
- Pozyskiwanie i zarządzanie funduszami europejskimi[60]
- Edukacja zdrowotna w szkole[61]
- Zasady pomocy pedagogiczno-psychologicznej[62]
- Biznes i zarządzanie w szkole – studia podyplomowe dla nauczycieli[63]